# Hnutí Grálu
Hnutí Grálu je náboženská organizace, jejíž učení vychází z knihy Poselství Grálu, spisu německého autora Oskara Ernsta Bernhardta (1875 – 1941), píšícího pod jménem Abd-ru-shin. Hnutí se deklaruje jako volné světonázorové či duchovní společenství lidí, kteří přijali vědění Poselství Grálu a chtějí podle něj žít.

## Poselství Grálu
Kniha Poselství Grálu (vydaná též pod názvem „Ve světle Pravdy“) je soubor 168 Abd-ru-shinových přednášek; autor se v něm vyjadřuje k základním otázkám života a uspořádání světa. Pojednává na mnoha místech i o Bohu, popisuje i tři zákony, ve kterých lidé žijí, jež by měli znát (zákon tíže, přitažlivosti stejnorodého a zpětného působení) a vysvětluje, jak by se měli lidé chovat, aby žili ve shodě s Boží vůlí.
Poselství Grálu podle některých religionistů v sobě obsahuje prvky esoteriky. Mimo jiné se zabývá i legendou o Svatém Grálu. O. E. Bernhardt však, na rozdíl od legendy, pojem Grálu rozvinul do širokého výkladového systému, založeného na zákonech stvoření.

## Historie Hnutí Grálu
Hnutí Grálu v předválečné formě vzniklo nejprve v Německu v roce 1932 jako spolek s názvem „Der Naturphilosophische Verein der Gralsanhänger“. V roce 1938 dal O. E. Bernhardt, v té době již zatčený gestapem a vědomý si rostoucího nebezpečí ze strany nacistů, pokyn ke zrušení tohoto a všech dalších spolků. Po válce Hnutí Grálu obnovila jeho žena Marie Bernhardtová.
V Československu Hnutí Grálu vzniklo v roce 1933 pod obdobným názvem „Přírodně filosofický kruh stoupenců Grálu“, následně bylo zakázáno nacistickým i komunistickým totalitním režimem. V roce 1990 byla jeho činnost znovu obnovena.
Sám O. E. Bernhardt si nepřál zakládat náboženství, církev nebo sektu. Když ve druhé polovině dvacátých let začaly vznikat skupiny lidí, scházejících se nad myšlenkami Poselství Grálu, vyjádřil se k nim v roce 1927: „I když radostně zdravím tato sdružení, přesto je nemohu vést, ani se účastnit jejich činnosti. Takové počínání má totiž nakonec vždy za následek vázanost pro toho, kolem něhož se tyto zájmové skupiny soustřeďují. … Musím být a zůstat volný v tom, co mám říci“ Sám tedy tato sdružení nezaložil ani nevedl.
Pojem náboženství lze přitom chápat ve dvou významech; buďto jako soustavu věroučných pravidel, spojenou s příslušností k církvi nebo náboženské obci, takovým náboženstvím Hnutí Grálu zřejmě nechce být. (Viz četné výroky v Poselství Grálu.) Nebo obecně jako vztah člověka k Bohu; v tom případě vzhledem k charakteru základního spisu a náboženské praxi lze Poselství Grálu, resp. Hnutí Grálu považovat za něco mezi náboženstvím a filosofií.

## Současné Hnutí Grálu
Hnutí Grálu se dnes označuje spíše za filosofický směr, právně vzato za „světonázorovou menšinu“, a mnozí členové tohoto hnutí se tak rovněž snaží vystupovat. Centrem dnešního Mezinárodního Hnutí Grálu je rakouské město Schwaz poblíž osady Vomperberg, v níž O. E. Bernhardt žil od roku 1928 až do svého zatčení 1938. Existuje ve většině zemí Evropské unie a dále v Americe, v některých zemích Afriky, zejména v Nigérii a Kongu, dále v Rusku, na Ukrajině, aj.
Hnutí jako takové není právnickou osobou, ke své podpoře a k podpoře myšlenek Poselství Grálu existuje v Německu „Nadace Poselství Grálu“ (Stiftung Gralsbotschaft) se sídlem ve Stuttgartu, v jiných zemích obdobné právnické osoby.
Ve stáncích Světla se konají pravidelné nedělní pobožnosti a třikrát do roka slavnosti Grálu. Pobožnosti jsou v zásadě přístupné všem, kteří se chtějí či již zabývají knihou Poselství Grálu. Slavnosti jsou neveřejné, jsou ohraničeny na okruh lidí, jimž se Poselství Grálu stalo již přesvědčením.
Hnutí se nestylizuje jako církev, nemá regulérní členství, podle svých slov se považuje za pomocníka v osobním duchovním uzrávání lidí tam, kde mají lidé sami přání se kontaktovat. "Hledači Pravdy" vytvářejí v místech svého působení tzv. kruhy Grálu, které představují neformální společenství lidí, které spojuje pouze zájem o Abd-ru-shinovo dílo.
Dle religionisty Dr. Vojtíška „Příslušníky Hnutí Grálu bývají lidé s vyvinutým smyslem pro mravnost, pořádní a až trochu zákoničtí a upjatí. Bývá jim vlastní myšlenka práce na sobě a sebezlepšování.“

## Hnutí Grálu v Česku

Věková struktura Hnutí Grálu v České republice roku 2011[zdroj?]

V ČR má hnutí asi 1500 stoupenců, sídlo jako takové nemá, není rovněž právně registrováno a neusiluje o to. V Brně se však nachází sídlo právnické osoby zastřešující činnost Hnutí Grálu – „Nadace Hnutí Grálu v České republice“. Nadace byla založena v roce 1992 za účelem podpory šíření Poselství Grálu, pořádání veřejných přednášek aj. Hnutí Grálu má vlastní „stánky Světla“, největší z nich se nachází v Karviné a nese název „Dům Hnutí Grálu v Karviné“. Další společenství existují v Hořicích, Brně, Dlouhé, Liberci, Praze a Zlíně. 

Hnutí na svých webových stránkách nabízí i kontaktní formulář.

### Kuřimská kauza
Začátkem května 2007 byl v Kuřimi náhodně objeven případ týrání sedmiletého chlapce jeho matkou a příbuznými. 19. 5. se pak objevily v Mladé frontě DNES články, tvrdící, že v pozadí případu by mohla být náboženská sekta, „mohlo by jít o Hnutí Grálu“. Následovalo líčení Hnutí Grálu jako nebezpečné sekty, která měla v minulosti konflikt se zákonem a považovala by týrání za běžnou výchovu. Na konci článek citoval exministra vnitra Františka Bublana a religionistu Zdeňka Vojtíška, že Hnutí Grálu nepovažují za nebezpečné.
Hnutí se ohradilo tiskovým prohlášením, na tiskových a webových konferencích, v článcích a podalo na deník soudní žalobu. Tvrdilo, že některé aktéry kauzy sice znalo, ale distancovalo se od nich před 11 lety, protože popřeli principy Poselství Grálu a vytvořili si vlastní sektářské náboženství. Mezitím však zakotvila v obecném povědomí rovnice „Hnutí Grálu = týrání dětí“. V zahraničních médiích se objevila dokonce tvrzení, že v kauze mělo jít o rituální kanibalismus, který měl údajně řídit tajemný „doktor“, ve skutečnosti jeden z vůdců Hnutí Grálu. V českých médiích se mezitím ustálil spíše názor, že šlo o bezejmennou sektu Josefa Škrly.
Dne 27. 10. 2009 vyhrála Nadace Hnutí Grálu soudní proces proti vydavateli Mladé fronty DNES, deník byl odsouzen k uveřejnění omluvy za poškození dobré pověsti. Soud uvedl, že žalovaný (vydavatel) musel vědět, že uveřejňuje informace které mohou významně poškodit žalobce (Hnutí Grálu) a jeho povinností bylo si informace ověřit a uveřejnit i stanovisko Hnutí Grálu, k čemuž však nedošlo. Vydavatel byl odsouzen na základě § 19b odst. 2 a 3 Občanského zákoníku Vydavatel se proti rozsudku odvolal.
Přesně po roce, 27. 10. 2010, odvolací Vrchní soud v Praze rozsudek potvrdil jako konečný, bez možnosti dalšího odvolání. Omluvu otiskla MF DNES dne 21. 12. 2010 na straně A2.

#### Nebezpečnost hnutí
Při komentování Kuřimské kauzy v médiích se religionisté shodli, že Hnutí Grálu nepatří k nebezpečným náboženským směrům. Nebezpečné však mohou být některé skupiny, které se od něj odštěpily. Kromě skupiny Josefa Škrly to byl v minulosti zejména Jan Dietrich Dvorský, který se v roce 1992 po přečtení knihy Poselství Grálu prohlásil za inkarnovaného Imanuele a založil hnutí Imanuelité, hodnocené jako „nejtvrdší“ sekta poslední doby. Dvorský nikdy nepatřil ke Hnutí Grálu, to ho od počátku považovalo za psychicky vyšinutého a příkře jej odmítlo. Rovněž Josef Šuba z Havířova se odštěpil a založil svojí sektu plnou poslušných oveček, kterými manipuluje lidským vědomím. Vydává se za vystudovaného psychologa.
D. Ondráčková v práci zpracované pro Ministerstvo vnitra České republiky soudí, že obecně u všech náboženských směrů „reálné riziko představují spíše menší skupinky žijící v izolovanosti, o nichž se svět dozví až při výskytu nějakého závažného problému.“ Otázkou zůstává výskyt takových skupin právě u Hnutí Grálu.
Religionista D. Václavík je názoru, že „povyk kolem Hnutí Grálu a jeho učení je dán především oběma velmi vděčnými mediálními kauzami … jednou z příčin (vzniku odštěpení) je poměrně synkretistický (= sloučený z různých náboženských učení) charakter nauky HG, který umožňuje mnoha nábožensky založeným osobám si v ní nalézt to, co je jim blízké. Inspirovat se mohou východní i západní esoterikou, theosofickými myšlenkami, ekologickými koncepty, ale také eschatologickými koncepcemi (poslední věci člověka, život po smrti). Další příčinou je také to, že HG vlastně nemá vypracovanou „ortodoxní dogmatiku“ a že samo vlastně předpokládá individuální výklad. To samozřejmě umožňuje vytváření mnohých variací. Zároveň si myslím, že těch odpadlíků, v porovnání s jinými novými náboženskými skupinami, není výrazně více.“
Zdeněk Vojtíšek se domnívá, že výskyt odštěpených skupin souvisí s učením Poselství Grálu o blížící se očistě světa a budoucí „tisícileté říši“, kterou měl ustanovit sám O. E. Bernhardt; poněvadž se tak nestalo, mohou se objevit lidé, považující se za „reinkarnovaného Abd-ru-shina“ a shromáždit kolem sebe oddané stoupence.
Dle názoru samotného Hnutí Grálu obsahuje kniha Poselství Grálu v sobě vnitřní duchovní náboj, kontaktem s ní se každý čtenář svým postojem zesíleně projeví; buď se v něm posílí positivní vlastnosti, nebo jeho negativní rysy. Od roku 1990 se jí prodalo v ČR asi 45 000 výtisků, ve světě v poválečném období asi milion exemplářů v 17 jazycích. V každém případě je kniha Poselství Grálu psána velmi určitým, nekompromisním stylem; může se tedy objevit člověk s vůdcovským komplexem, toužící po autoritě a respektování svými přívrženci, a ten se pak stylizuje podobně znějícími autoritativními formulacemi do kazatelské role uznávaného nositele pravdy. Na rozdíl od autora Poselství Grálu, snažícího se vysvětlit celostní obraz světa, se však „vůdce“ snaží vysvětlit sebe sama jako středobod úcty a prostředníka; to je na obraz světa málo, ale na vytvoření sekty to docela stačí.